# Незабудка болотна

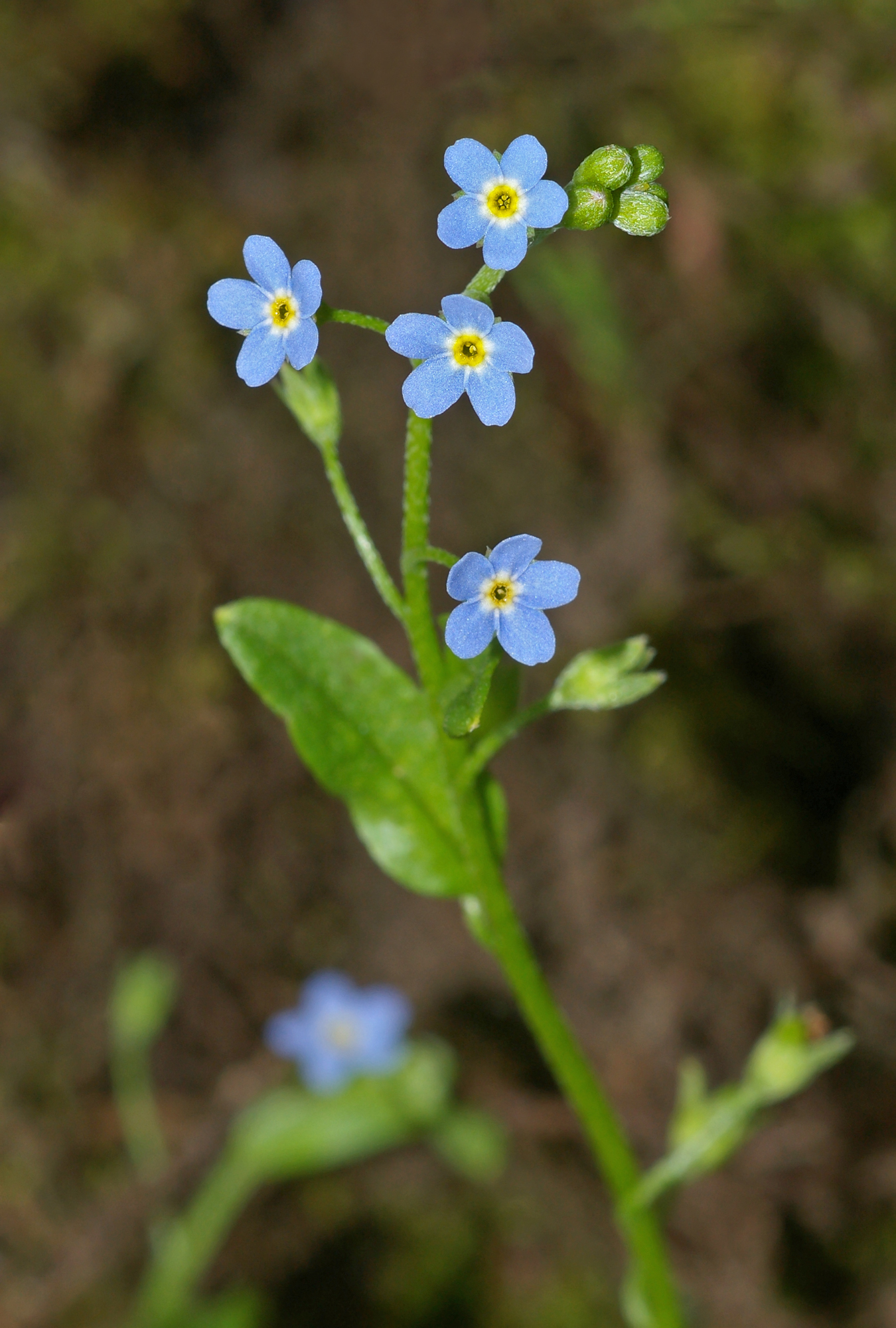

Незабудка болотна' (лат. Myosotis scorpioides L., син. Myosotis palustris) — рослина родини шорстколисті — Boraginaceae.

## Будова
Невелика трав'яниста рослина до 70 см заввишки. Стебла одиночні, прямостоячі або висхідні, з ланцетними або лінійно-ланцетними, тупими або гострими листками завдовжки 3 −8 см і 1-2 см завширшки. Цвіте незабудка влітку, її дрібні ніжно-блакитні квітки добре впадають в око на загальному зеленому фоні інших рослин. Віночок квітки колесоподібний, блакитний, рідше білий або рожевий, 6-11 мм у діаметрі. Плоди — дрібні чорні горішки.

## Поширення
Азія: Росія, Монголія; Європа: Білорусь, Естонія, Латвія, Литва, Молдова, Україна, Австрія, Бельгія, Чехія, Німеччина, Угорщина, Нідерланди, Польща, Словаччина, Швейцарія, Данія, Фінляндія, Ісландія, Ірландія, Норвегія, Швеція, Велика Британія, Албанія, Болгарія, Хорватія, Греція, Італія, Румуніїя, Сербія, Словенія, Франція. Натуралізований і культивується в деяких інших країнах. Росте в болотах і вологих місцях, і поруч струмків і річок.
В Україні зростає на болотах, вологих луках, берегах водойм — в Опольських лісах, на Поліссі, в Лісостепу і пн. частині Степу — звичайна рослина; на півдні Степу — рідше.